# Lahnajärvi (sjö i Puumala, Södra Savolax)
Lahnajärvi är en sjö i kommunen Puumala i landskapet Södra Savolax i Finland. Sjön ligger 78 meter över havet. Arean är 48 hektar och strandlinjen är 7,82 kilometer lång. Sjön  ingår i Vuoksens huvudavrinningsområde.   Den ligger omkring 58 kilometer öster om S:t Michel och omkring 230 kilometer nordöst om Helsingfors. 
Sydöst om Lahnajärvi ligger Tuomilahti. 